# Beach-Cross de Berck
Le Beach-Cross de Berck, appelé Beach-Cross Berck-sur-mer Pas-de-Calais est une course de moto-cross qui se déroule, chaque année, depuis 2004, sur la plage de Berck dans le département du Pas-de-Calais sur la Côte d'Opale en France. Cette course fait partie du championnat de France des sables.
En 2024, l'épreuve se déroule les 12 et 13 octobre.

## Historique
C'est en 2004, que le premier Beach-Cross de Berck est organisé par Frédéric Lemeunier du Touquet Auto Moto (TAM), assisté de Jean-Marc et Chantal Brodbeck, avec Arnaud Stal (président du Moto Club Canche Authie), Frédéric Tilliette (président du Berck Moto Club), Jean-Claude Callewaert (nommé co-organisateur technique par la municipalité), la ligue motocycliste des Flandres et le soutien de la mairie de Berck-sur-mer.
En 2009, Frédéric Lemeunier cède sa place à Jean-Marc Brodbeck, du TAM, qui, dès 2010, organise cette compétition assisté de son épouse, Chantal Brodbeck, aux inscriptions, de leur fille, Charlotte Brodbeck, pour les commissaires de course et de Jean-Pierre Hoc et Frédéric Tilliette pour l'organisation du parking des pilotes.
Jean-Marc Brodbeck annonce que 2023 est sa dernière année à la direction du Beach-Cross de Berck. En 2024, c'est Jean-Claude Moussé, quadruple vainqueur de l’Enduropale du Touquet, et Denis Guérin, ancien journaliste à France 3 qui prennent la présidence de la nouvelle organisation le Beach Cross de Berck Organisation (BCBO) qui remplace le Touquet Auto Moto (TAM). 950 participants sont prévus pour l'édition 2024.

## Dispositif de secours
En 2024, les secours sont assurés par 50 secouristes de la protection civile, trois médecins urgentistes, quatre infirmiers et trois ambulances, deux quads, deux 4x4 et deux buggys.

## La course
Cette course fait partie du championnat de France des sables.
Elle compte, 650 engagés en 2019 et est dotée de 30 000 € de prix.
Elle se déroule tous les ans, un samedi et dimanche d'octobre, c'est la première des 7 courses du championnat de France de courses sur sable. Elle bénéficie, pour la finale motos et quad, d'une retransmission sur une chaine de télévision nationale.
À l'inverse des 4 autres courses du championnat, qui sont des courses d'endurance, c'est une course de vitesse type moto-cross. En raison du nombre de participants et de la différence de niveau entre les pilotes, la catégorie Motos sera divisée en 3 groupes et les pilotes les plus rapides de chaque groupe seront qualifiés pour la finale OR.
Elle se déroule en 3 manches pour chaque catégorie.
Les catégories engagés sont :
- Motos ;
- Quads ;
- Juniors ;
- Espoirs[7],[8].

En 2024, les Espoirs, les Juniors et les Vintage inaugurent une nouvelle formule avec un format endurance, alors que motos et quads conservent le format habituel de manches.

## Palmarès

### Catégorie homme
| Année | Motos                                                                       | Motos                                                                       | Quads                                                                       | Quads                                                                       | Kids puis Juniors,                                                          | Kids puis Juniors,                                                          | Espoirs                                                                     | Espoirs                                                                     |
| Année | Pilote                                                                      | Constructeur                                                                | Pilote                                                                      | Constructeur                                                                | Pilote                                                                      | Constructeur                                                                | Pilote                                                                      | Constructeur                                                                |
| 2004, | Arnaud Demeester                                                            |                                                                             |                                                                             |                                                                             |                                                                             |                                                                             | la catégorie n'existe pas                                                   | la catégorie n'existe pas                                                   |
| 2005  | Timoteï Potisek                                                             |                                                                             |                                                                             |                                                                             |                                                                             |                                                                             | la catégorie n'existe pas                                                   | la catégorie n'existe pas                                                   |
| 2006  | Joshua Coppins                                                              |                                                                             | Romain Couprie                                                              |                                                                             |                                                                             |                                                                             | la catégorie n'existe pas                                                   | la catégorie n'existe pas                                                   |
| 2007  | Timoteï Potisek                                                             | Honda                                                                       |                                                                             |                                                                             |                                                                             |                                                                             | la catégorie n'existe pas                                                   | la catégorie n'existe pas                                                   |
| 2008  | Marc de Reuver                                                              | Honda                                                                       | Jérémie Warnia                                                              | Yamaha                                                                      |                                                                             |                                                                             | la catégorie n'existe pas                                                   | la catégorie n'existe pas                                                   |
| 2009, | Stefan Everts                                                               | KTM                                                                         | Jérôme Bricheux                                                             | KTM                                                                         |                                                                             |                                                                             | la catégorie n'existe pas                                                   | la catégorie n'existe pas                                                   |
| 2010  | Arnaud Tonus                                                                | Yamaha                                                                      | Romain Couprie                                                              | Yamaha                                                                      |                                                                             |                                                                             | la catégorie n'existe pas                                                   | la catégorie n'existe pas                                                   |
| 2011  | Arnaud Tonus                                                                | Yamaha                                                                      | Romain Couprie                                                              |                                                                             |                                                                             |                                                                             | la catégorie n'existe pas                                                   | la catégorie n'existe pas                                                   |
| 2012  | Steve Ramon                                                                 | Suzuki                                                                      | Jérémie Warnia                                                              | Yamaha                                                                      |                                                                             |                                                                             | la catégorie n'existe pas                                                   | la catégorie n'existe pas                                                   |
| 2013  | course annulée                                                              |                                                                             | course annulée                                                              |                                                                             | Jimmy Cossus                                                                | Yamaha                                                                      | la catégorie n'existe pas                                                   | la catégorie n'existe pas                                                   |
| 2014  | Steve Ramon                                                                 | Suzuki                                                                      | Jérémie Warnia                                                              | Yamaha                                                                      | Jimmy Cossus                                                                | Yamaha                                                                      | Alexis Collignon                                                            | Honda                                                                       |
| 2015  | Axel van de Sande                                                           | Yamaha                                                                      | Jérémie Warnia                                                              | Yamaha                                                                      | Maxime Renaux                                                               | Yamaha                                                                      | Alexis Collignon                                                            | Honda                                                                       |
| 2016  | Axel van de Sande                                                           | Yamaha                                                                      | Jérémie Warnia                                                              | Yamaha                                                                      | Jérémie Hauquier                                                            | KTM                                                                         | Florian Miot                                                                | Yamaha                                                                      |
| 2017  | Nathan Watson                                                               | KTM                                                                         | Jérémie Warnia                                                              | Yamaha                                                                      | Alexis Collignon                                                            | Honda                                                                       | Enzo Levrault                                                               | Husqvarna                                                                   |
| 2018  | Yentel Martens                                                              | Husqvarna                                                                   | Romain Couprie                                                              | Yamaha                                                                      | Mathéo Miot                                                                 | KTM                                                                         | Junior Bal                                                                  | KTM                                                                         |
| 2019  | Maxime Renaux                                                               | Yamaha                                                                      | Romain Couprie                                                              | Yamaha                                                                      | Florian Miot                                                                | KTM                                                                         | Adrien Petit                                                                | Yamaha                                                                      |
| 2020  | épreuve annulée en raison de la pandémie de Covid-19                        | épreuve annulée en raison de la pandémie de Covid-19                        | épreuve annulée en raison de la pandémie de Covid-19                        | épreuve annulée en raison de la pandémie de Covid-19                        | épreuve annulée en raison de la pandémie de Covid-19                        | épreuve annulée en raison de la pandémie de Covid-19                        | épreuve annulée en raison de la pandémie de Covid-19                        | épreuve annulée en raison de la pandémie de Covid-19                        |
| 2021  | Milko Potisek                                                               | Yamaha                                                                      | Romain Couprie                                                              | Yamaha                                                                      | Simon Depoers                                                               | Yamaha                                                                      | Basile Pigois                                                               | Husqvarna                                                                   |
| 2022  | Épreuve annulée en raison de la pénurie de carburant à la suite des grèves. | Épreuve annulée en raison de la pénurie de carburant à la suite des grèves. | Épreuve annulée en raison de la pénurie de carburant à la suite des grèves. | Épreuve annulée en raison de la pénurie de carburant à la suite des grèves. | Épreuve annulée en raison de la pénurie de carburant à la suite des grèves. | Épreuve annulée en raison de la pénurie de carburant à la suite des grèves. | Épreuve annulée en raison de la pénurie de carburant à la suite des grèves. | Épreuve annulée en raison de la pénurie de carburant à la suite des grèves. |
| 2023  | Milko Potisek                                                               | Yamaha                                                                      | Randy Naveaux                                                               | Yamaha                                                                      | Paolo Maschio                                                               | Kawasaki                                                                    | Arno Cazet                                                                  | KTM                                                                         |
| 2024  | Todd Kellett                                                                | Yamaha                                                                      | Randy Naveaux                                                               | Yamaha                                                                      | Damien Knuiman                                                              | Gas Gas                                                                     | Jenairo Beerens                                                             | KTM                                                                         |

#### Statistiques Motos
| Rang | Pilote            | Années     | Victoires |
| ---- | ----------------- | ---------- | --------- |
| 1    | Timoteï Potisek   | 2005, 2007 | 2         |
| 1    | Arnaud Tonus      | 2010, 2011 | 2         |
| 1    | Steve Ramon       | 2012, 2014 | 2         |
| 1    | Axel van de Sande | 2015, 2016 | 2         |
| 1    | Milko Potisek     | 2021, 2023 | 2         |
| 2    | Arnaud Demeester  | 2004       | 1         |
| 2    | Joshua Coppins    | 2006       | 1         |
| 2    | Marc de Reuver    | 2008       | 1         |
| 2    | Stefan Everts     | 2009       | 1         |
| 2    | Nathan Watson     | 2017       | 1         |
| 2    | Yentel Martens    | 2018       | 1         |
| 2    | Maxime Renaux     | 2019       | 1         |
| 2    | Todd Kellett      | 2024       | 1         |

| Rang | Constructeurs | Années                                         | Victoires |
| ---- | ------------- | ---------------------------------------------- | --------- |
| 1    | Yamaha        | 2010, 2011, 2015, 2016, 2019, 2021, 2023, 2024 | 8         |
| 2    | KTM           | 2009, 2017                                     | 2         |
| 2    | Suzuki        | 2012, 2014                                     | 2         |
| 2    | Honda         | 2007, 2008                                     | 2         |
| 3    | Husqvarna     | 2018                                           | 1         |

| Rang | Nations          | Années                             | Victoires |
| ---- | ---------------- | ---------------------------------- | --------- |
| 1    | Belgique         | 2009, 2012, 2014, 2015, 2016, 2018 | 6         |
| 1    | France           | 2004, 2005, 2007, 2019, 2021, 2023 | 6         |
| 3    | Suisse           | 2010, 2011                         | 2         |
| 3    | Angleterre       | 2017, 2024                         | 2         |
| 5    | Nouvelle-Zélande | 2006                               | 1         |
| 5    | Pays-Bas         | 2008                               | 1         |

#### Statistiques Quads
| Rang | Pilote          | Années                             | Victoires |
| ---- | --------------- | ---------------------------------- | --------- |
| 1    | Jérémie Warnia  | 2008, 2012, 2014, 2015, 2016, 2017 | 6         |
| 1    | Romain Couprie  | 2006, 2010, 2011, 2018, 2019, 2021 | 6         |
| 3    | Randy Naveaux   | 2023, 2024                         | 2         |
| 4    | Jérôme Bricheux | 2009                               | 1         |

| Rang | Constructeurs | Années                                                                | Victoires |
| ---- | ------------- | --------------------------------------------------------------------- | --------- |
| 1    | Yamaha        | 2008, 2010, 2012, 2014, 2015, 2016 2017, 2018, 2019, 2021, 2023, 2024 | 12        |
| 2    | KTM           | 2009                                                                  | 1         |

| Rang | Nations | Années                                                                                 | Victoires |
| ---- | ------- | -------------------------------------------------------------------------------------- | --------- |
| 1    | France  | 2006, 2008, 2009, 2010, 2011, 2012, 2014 2015, 2016, 2017, 2018, 2019, 2021, 2023 2024 | 15        |

#### Statistiques Juniors
| Rang | Pilote           | Années     | Victoires |
| ---- | ---------------- | ---------- | --------- |
| 1    | Jimmy Cossus     | 2013, 2014 | 2         |
| 2    | Maxime Renaux    | 2015`      | 1         |
| 2    | Jérémie Hauquier | 2016       | 1         |
| 2    | Alexis Collignon | 2017       | 1         |
| 2    | Mathéo Miot      | 2018       | 1         |
| 2    | Floran Miot      | 2019       | 1         |
| 2    | Simon Depoers    | 2021       | 1         |
| 2    | Paolo Maschio    | 2023       | 1         |
| 2    | Damien Knuiman   | 2024       | 1         |

| Rang | Constructeurs | Années                 | Victoires |
| ---- | ------------- | ---------------------- | --------- |
| 1    | Yamaha        | 2013, 2014, 2015, 2021 | 4         |
| 2    | KTM           | 2016, 2018, 2019       | 3         |
| 3    | Honda         | 2017                   | 1         |
| 3    | Kawasaki      | 2023                   | 1         |
| 3    | Gas Gas       | 2024                   | 1         |

| Rang | Nations              | Années                                               | Victoires |
| ---- | -------------------- | ---------------------------------------------------- | --------- |
| 1    | Drapeau de la France | 2013, 2014, 2015, 2016, 2017, 2018, 2019, 2021, 2023 | 9         |
| 2    | Drapeau des Pays-Bas | 2024                                                 | 1         |

#### Statistiques Espoirs
| Rang | Pilotes          | Années     | Victoires |
| ---- | ---------------- | ---------- | --------- |
| 1    | Alexis Collignon | 2014, 2015 | 2         |
| 2    | Florian Miot     | 2016       | 1         |
| 2    | Enzo Levrault    | 2017       | 1         |
| 2    | Junior Bal       | 2018       | 1         |
| 2    | Adrien Petit     | 2019       | 1         |
| 2    | Basile Pigois    | 2021       | 1         |
| 2    | Arno Cazet       | 2023       | 1         |
| 2    | Jenairo Beerens  | 2024       | 1         |

| Rang | Constructeurs | Années           | Victoires |
| ---- | ------------- | ---------------- | --------- |
| 1    | KTM           | 2018, 2023, 2024 | 3         |
| 2    | Honda         | 2014, 2015       | 2         |
| 2    | Yamaha        | 2016, 2019       | 2         |
| 2    | Husqvarna     | 2017, 2021       | 2         |

| Rang | Nations  | Années                                         | Victoires |
| ---- | -------- | ---------------------------------------------- | --------- |
| 1    | France   | 2014, 2015, 2016, 2017, 2018, 2019, 2021, 2023 | 8         |
| 2    | Pays-Bas | 2024                                           | 1         |

### Catégorie femme
| Année | Motos                                                                       | Motos                                                                       | Quads                                                                       | Quads                                                                       | Juniors                                                                     | Juniors                                                                     | Espoirs                                                                     | Espoirs                                                                     |
| Année | Pilote                                                                      | Constructeur                                                                | Pilote                                                                      | Constructeur                                                                | Pilote                                                                      | Constructeur                                                                | Pilote                                                                      | Constructeur                                                                |
| 2004  |                                                                             |                                                                             |                                                                             |                                                                             |                                                                             |                                                                             |                                                                             |                                                                             |
| 2005  |                                                                             |                                                                             |                                                                             |                                                                             |                                                                             |                                                                             |                                                                             |                                                                             |
| 2006  |                                                                             |                                                                             |                                                                             |                                                                             |                                                                             |                                                                             |                                                                             |                                                                             |
| 2007  |                                                                             |                                                                             |                                                                             |                                                                             |                                                                             |                                                                             |                                                                             |                                                                             |
| 2008  |                                                                             |                                                                             |                                                                             |                                                                             |                                                                             |                                                                             |                                                                             |                                                                             |
| 2009  |                                                                             |                                                                             |                                                                             |                                                                             |                                                                             |                                                                             |                                                                             |                                                                             |
| 2010  |                                                                             |                                                                             |                                                                             |                                                                             |                                                                             |                                                                             |                                                                             |                                                                             |
| 2011  |                                                                             |                                                                             |                                                                             |                                                                             |                                                                             |                                                                             |                                                                             |                                                                             |
| 2012  |                                                                             |                                                                             |                                                                             |                                                                             |                                                                             |                                                                             |                                                                             |                                                                             |
| 2013  |                                                                             |                                                                             |                                                                             |                                                                             |                                                                             |                                                                             |                                                                             |                                                                             |
| 2014  |                                                                             |                                                                             |                                                                             |                                                                             |                                                                             |                                                                             |                                                                             |                                                                             |
| 2015  |                                                                             |                                                                             |                                                                             |                                                                             |                                                                             |                                                                             |                                                                             |                                                                             |
| 2016  |                                                                             |                                                                             | Kelly Verbraeken                                                            |                                                                             | Manon Haudoire                                                              |                                                                             |                                                                             |                                                                             |
| 2017  |                                                                             |                                                                             | Kelly Verbraeken                                                            | W-Tec                                                                       | Manon Haudoire                                                              | Yamaha                                                                      | Angèle Boulay                                                               | KTM                                                                         |
| 2018  | Mégane Lombard                                                              | Yamaha                                                                      | Justine Lesselingue                                                         | Yamaha                                                                      | Manon Haudoire                                                              | Yamaha                                                                      | Leeloo Lobbedez                                                             | Husqvarna                                                                   |
| 2019  | Mathilde Denis                                                              | Yamaha                                                                      | Émilie Bourgeois                                                            | Yamaha                                                                      | Laurine Hugues                                                              | Husqvarna                                                                   | Léa Chaput                                                                  | KTM                                                                         |
| 2020  | épreuve annulée cause Covid-19.                                             | épreuve annulée cause Covid-19.                                             | épreuve annulée cause Covid-19.                                             | épreuve annulée cause Covid-19.                                             | épreuve annulée cause Covid-19.                                             | épreuve annulée cause Covid-19.                                             | épreuve annulée cause Covid-19.                                             | épreuve annulée cause Covid-19.                                             |
| 2021  | Mathilde Denis                                                              | Yamaha                                                                      | Kelly Verbraeken                                                            | W-Tec                                                                       | Leeloo Lobbedez                                                             | Gas Gas                                                                     | Pas d'épreuve.                                                              | Pas d'épreuve.                                                              |
| 2022  | Épreuve annulée en raison de la pénurie de carburant à la suite des grèves. | Épreuve annulée en raison de la pénurie de carburant à la suite des grèves. | Épreuve annulée en raison de la pénurie de carburant à la suite des grèves. | Épreuve annulée en raison de la pénurie de carburant à la suite des grèves. | Épreuve annulée en raison de la pénurie de carburant à la suite des grèves. | Épreuve annulée en raison de la pénurie de carburant à la suite des grèves. | Épreuve annulée en raison de la pénurie de carburant à la suite des grèves. | Épreuve annulée en raison de la pénurie de carburant à la suite des grèves. |
| 2023  | Amandine Verstappen                                                         | Yamaha                                                                      | Kelly Verbraeken                                                            | W-Tec                                                                       | Sarah Leroy                                                                 | Kawasaki                                                                    | Léa Lesoil                                                                  | KTM                                                                         |
| 2024  | Camille Viaud                                                               | Yamaha                                                                      | Kelly Verbraeken                                                            | W-Tec                                                                       | Léa Lesoil                                                                  | Yamaha                                                                      | Louna Nowak                                                                 | KTM                                                                         |

#### Statistiques Motos
| Rang | Pilote              | Années     | Victoires |
| ---- | ------------------- | ---------- | --------- |
| 1    | Mathilde Denis      | 2019, 2021 | 2         |
| 2    | Mégane Lombard      | 2018       | 1         |
| 2    | Amandine Verstappen | 2023       | 1         |
| 2    | Camille Viaud       | 2024       | 1         |

| Rang | Constructeurs | Années                       | Victoires |
| ---- | ------------- | ---------------------------- | --------- |
| 1    | Yamaha        | 2018, 2019, 2021, 2023, 2024 | 5         |

| Rang | Nations  | Années                 | Victoires |
| ---- | -------- | ---------------------- | --------- |
| 1    | France   | 2018, 2019, 2021, 2024 | 4         |
| 2    | Belgique | 2023                   | 1         |

#### Statistiques Quads
| Rang | Pilote              | Années                       | Victoires |
| ---- | ------------------- | ---------------------------- | --------- |
| 1    | Kelly Verbraeken    | 2016, 2017, 2021, 2023, 2024 | 5         |
| 2    | Émilie Bourgeois    | 2019                         | 1         |
| 2    | Justine Lesselingue | 2018                         | 1         |

| Rang | Constructeurs | Années                 | Victoires |
| ---- | ------------- | ---------------------- | --------- |
| 1    | W-Tec         | 2017, 2021, 2023, 2024 | 4         |
| 2    | Yamaha        | 2018, 2019             | 2         |

| Rang | Nations  | Années                       | Victoires |
| ---- | -------- | ---------------------------- | --------- |
| 1    | Belgique | 2018, 2019, 2021, 2023, 2024 | 5         |
| 2    | France   | 2016, 2017                   | 2         |

#### Statistiques Juniors
| Rang | Pilotes         | Années           | Victoires |
| ---- | --------------- | ---------------- | --------- |
| 1    | Manon Haudoire  | 2016, 2017, 2018 | 3         |
| 2    | Laurine Hugues  | 2019             | 1         |
| 2    | Leeloo Lobbedez | 2021             | 1         |
| 2    | Sarah Leroy     | 2023             | 1         |
| 2    | Léa Lesoil      | 2024             | 1         |

| Rang | Constructeurs | Années           | Victoires |
| ---- | ------------- | ---------------- | --------- |
| 1    | Yamaha        | 2017, 2018, 2024 | 3         |
| 2    | Husqvarna     | 2019             | 1         |
| 2    | Gas Gas       | 2021             | 1         |
| 2    | Kawasaki      | 2023             | 1         |

| Rang | Nations | Années                                   | Victoires |
| ---- | ------- | ---------------------------------------- | --------- |
| 1    | France  | 2016, 2017, 2018, 2019, 2021, 2023, 2024 | 7         |

#### Statistiques Espoirs
| Rang | Pilotes         | Années | Victoires |
| ---- | --------------- | ------ | --------- |
| 1    | Léa Chaput      | 2019   | 1         |
| 1    | Leeloo Lobbedez | 2018   | 1         |
| 1    | Angèle Boulay   | 2017   | 1         |
| 1    | Léa Lesoil      | 2023   | 1         |
| 1    | Louna Nowak     | 2024   | 1         |

| Rang | Constructeurs | Années                 | Victoires |
| ---- | ------------- | ---------------------- | --------- |
| 1    | KTM           | 2017, 2019, 2023, 2024 | 4         |
| 2    | Husqvarna     | 2018                   | 1         |

| Rang | Nations | Années                       | Victoires |
| ---- | ------- | ---------------------------- | --------- |
| 1    | France  | 2017, 2018, 2019, 2023, 2024 | 5         |